# السودة (أفلح الشام)

تعديل مصدري - تعديل

السودة هي إحدى قرى عزلة بني الحارث بمديرية أفلح الشام التابعة لمحافظة حجة، بلغ تعداد سكانها 182 نسمة حسب تعداد اليمن لعام 2004.